# Andrés Gimeno
Andrés Gimeno, född 3 augusti 1937 i Barcelona, död 9 oktober 2019 i Barcelona, var en spansk högerhänt professionell tennisspelare.

## Tenniskarriären
Andres Gimeno blev professionell tennisspelare 1960 efter att dessförinnan under flera år ha rankats som spansk etta. Han vann sju singel- och fyra dubbeltitlar som proffs. Han rankades som bäst som världstia 1969, 1970 och 1972. Han upphörde att spela på ATP-touren 1971, men fortsatte att turnera även åren därefter. 
Gimenos främsta merit är singeltiteln i Franska öppna 1972 som han vann genom finalseger över Patrick Proisy med siffrorna 4-6, 6-3, 6-1, 6-1. Han blev därmed vid 34 års ålder den äldsta spelaren vunnit mästerskapstiteln. Gimeno spelade också final i Australiska öppna 1969, men förlorade då mot Rod Laver (3-6, 4-6, 5-7).
Gimeno var vid fyra tillfällen i final i de tre stora professionella tennismästerskapen Wembley World Pro (1965, förlust mot Rod Laver), US Pro (1967, förlust mot Rod Laver) och French Pro (1962, förlust mot Ken Rosewall och 1967, förlust mot Rod Laver). 
Andres Gimeno deltog i det spanska Davis Cup-laget 1958-60 och 1972-73. Han spelade totalt 33 matcher av vilka han vann 23 (18 i singel och 5 i dubbel). År 1959 nådde det spanska laget final i Europazonen mot Italien. Det italienska laget vann mötet med 4-1 i matcher och Gimeno tog den enda spanska singelsegern genom seger över Sergio Tacchini (6-4 6-1 6-1). Han förlorade dock mot den italienske ettan Nicola Pietrangeli (6-8 3-6 3-6). Sin allra sista DC-match spelade Gimeno 1973 mot ett svenskt lag. Han besegrade i den matchen svenska ettan Ove Bengtson (6-4 6-4 3-6 6-8 6-1). Gimeno noterade också DC-segrar bland annat över amerikanen Stan Smith och svenskarna Jan-Erik Lundqvist och Ulf Schmidt.

## Spelaren och personen
Gimeno var känd som en stilren spelare med förnämliga grundslag, god serve och säker volley. Efter avslutad tenniskarriär har Gimeno bland annat varit tränare för Manuel Orantes.

## Grand Slam-titlar
- Franska öppna
  - Singel - 1972